# Chaetodermella
Chaetodermella är ett släkte av svampar som beskrevs av Rauschert. Chaetodermella ingår i familjen Gloeophyllaceae, ordningen Gloeophyllales, klassen Agaricomycetes, divisionen basidiesvampar och riket svampar.
Släktet innehåller bara arten Chaetodermella luna.